# 五星红旗 (歌曲)
《五星红旗》，天明词，刘青曲，1999年为庆祝中华人民共和国建国50周年创作，由刘媛媛首唱，是刘媛媛的成名曲。该曲MTV由陈凯歌执导，于京沪港等6地实景拍摄。

## 大事记
- 1999年10月1日，该曲为国庆50周年晚会上的第一个节目，由刘媛媛演唱。[1]
- 2002年8月20日，刘媛媛推出了首张个人专辑《五星红旗》，收录了包括该曲在内的14首歌曲。

## 获奖列表
- 1999年中央人民广播电台“中国流行歌曲榜评委会特别奖”
- 2000年中国原创音乐“艺术歌曲大奖”
- 2001年第14届全国电视文艺“星光杯”一等奖
- 2001年全国“五个一工程”奖等奖项
- 全国“康佳杯”音乐大赛金奖